# Presa General Guadalupe Victoria
La Presa Presidente Guadalupe Victoria es una presa ubicada en el municipio de Durango en el estado de Durango en el noroeste de México sobre el Río Tunal.